# Tokugawa Iesada

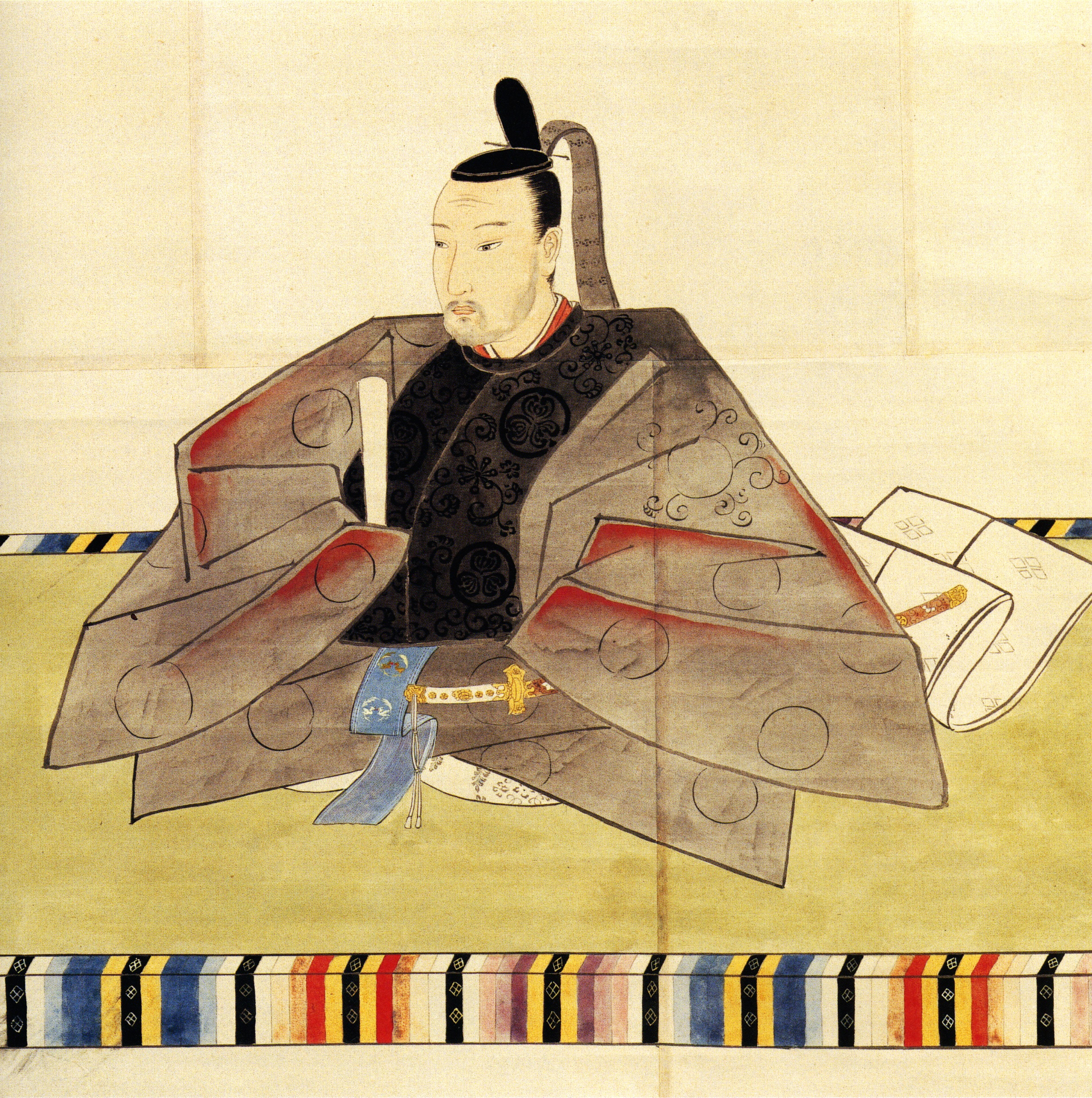
Tokugawa Iesada in klassischer Hoftracht

Tokugawa Iesada (徳川家定; * 6. Mai 1824 im Palast von Edō; † 14. August 1858) war von 1853 bis 1858 der 13. Shōgun der Edo-Zeit in Japan. In seine Amtszeit fiel die durch imperialistische Mächte erzwungene Öffnung Japans.

## Lebensweg
Tokugawa Iesaki (徳川家祥) war der dritte leibliche Sohn von Tokugawa Ienari (der 20 überlebende Kinder hatte). Seine Mutter war die Honju-in (本寿院). Gesundheitlich war er schwächlich. Sein Kindheitsname war Masanosuke (政之助). Bereits vierjährig hatte er den zweiten Hofrang und den Titel eines Dainagon erhalten. Er wurde von seinem Bruder Tokugawa Ieyoshi adoptiert. Als er 30-jährig das Amt des Shoguns antrat, änderte er bald darauf (1853/11/23) seinen Namen in Iesada. Wesentlich unterstützt wurde er von den Ratsmitgliedern Hotta Masayoshi und Abe Masahiro. Später stieg Ii Naosuke zum führenden Politiker des Bakufu auf.
Kurz nach seinem Amtsantritt erschien der russische Admiral Putjatinam 21. August 1853 mit vier Kriegsschiffen in Nagasaki. Bereits am 14. Juli war Matthew Perry in Uraga (heute Yokosuka) mit 300 Soldaten gelandet. Beide verhandelten unabhängig voneinander, jedoch im Wettbewerb miteinander, mit dem Bakufu, das sich dann zum Abschluss des Vertrages von Kanagawa (31. März 1854; Nichi-Bei washin jōyaku) gezwungen sah. Putjatin erreichte am 7. Februar 1855 mit dem Shimoda-Vertrags ein fast wortgleiches Abkommen. Die Holländer und Briten erzwangen bald darauf ähnliche Verträge. Diese bildeten den Ausgangspunkt für die oppositionelle Sonnō-jōi-Bewegung („Verehrt den Kaiser, hinweg mit den Barbaren“).
Im November empfing Iesada erstmals einen Ausländer, den amerikanischen Generalkonsul Townsend Harris, in Audienz. Dabei trat der Shogun erstmals gegenüber Ausländern unter dem Titel Taikun (大君, vom engl. Tycoon) auf. In den Folgejahren folgten verschiedene Handelsverträge, die die japanische Seite benachteiligten.
Im Laufe seines Lebens wurden Iesada seiner Position angemessene hohe Hofränge mit entsprechenden, in der Praxis bedeutungslosen, Positionen verliehen. Sein Grab befindet sich in Kan’ei-ji von Ueno. Postum wurde ihm der Name Onkyō-in (温恭院), sowie der erste wirkliche Hofrang mit dem Amt eines Großkanzlers (Dajō Daijin), verliehen.

### Frauen
Seine Hauptfrau war Takatsukasa Hideko (鷹司任子). Nebenfrauen waren die ebenfalls hofadligen Ichijō Hideko (一条秀子), die Chōshin-in sowie die Tensō-in aus dem Hause Konoe, die jung verstarb. Dazu kam noch eine Konkubine.